# Darth Maul: Shadow Hunter
Darth Maul: Shadow Hunter è un romanzo di fantascienza appartenente all'universo espanso di Guerre Stellari. Scritto da Michael Reaves, è stato pubblicato per la prima volta il 20 febbraio 2001. Il libro è ambientato poco prima degli eventi di Star Wars: Episodio I - La Minaccia Fantasma.

## Trama
La storia segue Darth Maul, l'apprendista Sith di Darth Sidious, incaricato di eliminare un informatore che possiede informazioni critiche sui piani dei Sith. Questo informatore sta cercando di vendere i segreti al miglior offerente, e Maul deve fermarlo prima che possa rivelare informazioni che metterebbero a rischio l'intera operazione Sith.

## Personaggi principali
- Darth Maul: un guerriero Sith letale e protagonista del romanzo, incaricato di una missione segreta e mortale.
- Darth Sidious: il maestro di Darth Maul, che orchestra le trame oscure dietro le quinte.
- Lorn Pavan: un venditore di informazioni che diventa un bersaglio di Maul.
- Darsha Assant: un'apprendista Jedi che incrocia il cammino di Maul.
- I-5YQ: un droide con una personalità distintiva, compagno di Lorn Pavan.

## Critica
Il romanzo ha ricevuto recensioni positive dai fan di Star Wars e dalla critica, apprezzato per il suo approfondimento del personaggio di Darth Maul e per l'azione avvincente. È considerato un contributo significativo all'universo espanso di Star Wars.

## Edizioni
- Prima edizione: 20 febbraio 2001, Bantam Spectra (copertina rigida)
- Edizione tascabile: pubblicata successivamente da Del Rey Books